# 水島徹治
水島 徹治（みずしま てつじ、1960年5月4日 - ）は、日本の国土交通技官。国土交通省北海道開発局長、国土交通省北海道局長を経て、北海道河川財団理事長。

## 人物・経歴
北海道旭川市出身。北海道札幌南高等学校を経て、北海道大学工学部土木工学科卒業後、国家公務員採用上級甲種試験（土木）に合格し、1985年に北海道大学大学院工学研究科土木工学専攻を修了し、北海道開発庁へ入庁。
主に河川行政を担当し、1994年には北海道開発局旭川開発建設部忠別ダム建設事業所長に就任。1996年北海道開発局網走開発建設部道路第1課長。
1998年北海道開発局旭川開発建設部治水課長。1999年北海道開発局建設部河川計画課課長補佐。2001年国土交通省北海道局水政課開発専門官。2004年国土交通省北海道開発局事業振興部技術管理課防災対策官。2006年国土交通省北海道開発局建設部河川計画課河川企画官。2007年国土交通省北海道開発局旭川開発建設部次長。2009年国土交通省北海道局水政課企画官。2011年国土交通省北海道局企画調整官。
2012年国土交通省北海道開発局建設部河川工事課長。2013年国土交通省北海道開発局開発監理部開発調整課長。2014年国土交通省関東地方整備局常陸河川国道事務所長。2016年国土交通省北海道局参事官。2017年国土交通省北海道開発局事業振興部長。2018年から国土交通省北海道開発局長を務め、北海道胆振東部地震では、緊急災害対策派遣隊による支援にあたるなどした。2019年国土交通省北海道局長。2020年7月退官。11月北海道河川財団常任顧問。2021年北海道河川財団理事長。